# Centro storico di Grosseto
Il centro storico di Grosseto è il nucleo della città vecchia compreso all'interno del perimetro murario esagonale rimasto pressoché integro dal XVI secolo. L'abitato è documentato a partire dall'803, quando è menzionato un «loco Grossito».

## Storia
Il centro abitato di Grosseto nacque al centro della piana alluvionale del fiume Ombrone, nei pressi delle sponde del lago Prile a valle della città etrusco-romana di Roselle, presumibilmente nel VII secolo, quando sono documentate tracce di un primo villaggio stabile. L'abitato costituiva uno dei tanti piccoli centri disseminati nella piana, alcuni di origine romana, dei quali rimangono testimonianze nelle località di Grancia, San Martino, Casette di Mota, Benelli. Una serie di scavi condotti nel centro storico tra il 1998 e il 2005 hanno individuato tracce di capanne e case di terra, a riprova della presenza di un insediamento stabile di medie dimensioni, nell'area di piazza della Palma. Altre tracce di strutture in legno sono state rinvenute nelle adiacenze (largo Gentili, via Garibaldi, via dell'Unione). Il primo nucleo di Grosseto si sarebbe quindi venuto a formare in una posizione leggermente rialzata rispetto al livello del mare (5 metri il dislivello tra piazza della Palma e Porta Vecchia), rendendolo un posto sicuro dalle inondazioni del vicino fiume.

La chiesa di San Pietro

La prima menzione di una chiesa risale alla pergamena della diocesi di Lucca dell'803 in cui il toponimo Grosseto ricorre per la prima volta come locus. La chiesa di San Giorgio doveva trovarsi in una posizione decentrata rispetto al centro del villaggio, a un livello di pochi metri più basso (identificata con l'area sud del centro storico), sul luogo in cui la famiglia Aldobrandeschi edificherà la propria rocca comitale. Nel successivo documento che menziona Grosseto, di oltre un secolo successivo (973), il toponimo risulta riferito a una curtis cum castrum: è verosimile quindi pensare che il villaggio di capanne doveva essere ben distinto dall'area fortificata in pietra. Il villaggio alto-medievale era quindi sì caratterizzato da strutture in legno o terra, ma già nel IX secolo è provato che gli edifici di maggiore importanza, come le chiese, erano già realizzate in pietra: lo testimoniano le indagini archeologiche effettuate nell'area della chiesa di San Pietro. Nonostante alcune ipotesi che collocherebbero il castello nell'area di piazza del Sale oppure nella sezione compresa tra piazza San Michele e via Manin, non è possibile rintracciarne l'esatta localizzazione, né le vicissitudini che hanno portato alla sua dismissione. La separazione tra i due nuclei principali è registrata ancora nella prima metà del XII secolo: solamente nel corso del secolo successivo il centro abitato e l'area castellana saranno racchiusi sotto un'unica cinta muraria.
Il centro venne interessato da un radicale rinnovamento degli assi stradali, probabilmente esito del trasferimento a Grosseto della sede diocesana di Roselle voluto da papa Innocenzo II nel 1138; ma gli stravolgimenti maggiori si ebbero tra il XIII e il XIV secolo, quando si stabilizzò il potere comunale ed ebbe inizio il grande cantiere della cattedrale. Tracce di edifici e ambienti medievali sono state rinvenuti in via Aldobrandeschi e nelle vicinanze (via San Martino, via Galilei, chiasso degli Zuavi, via Solferino); in posizione decentrata, nel settore nord-orientale, venne fondato il convento di San Francesco, ancora in un contesto non urbanizzato di campi coltivati.

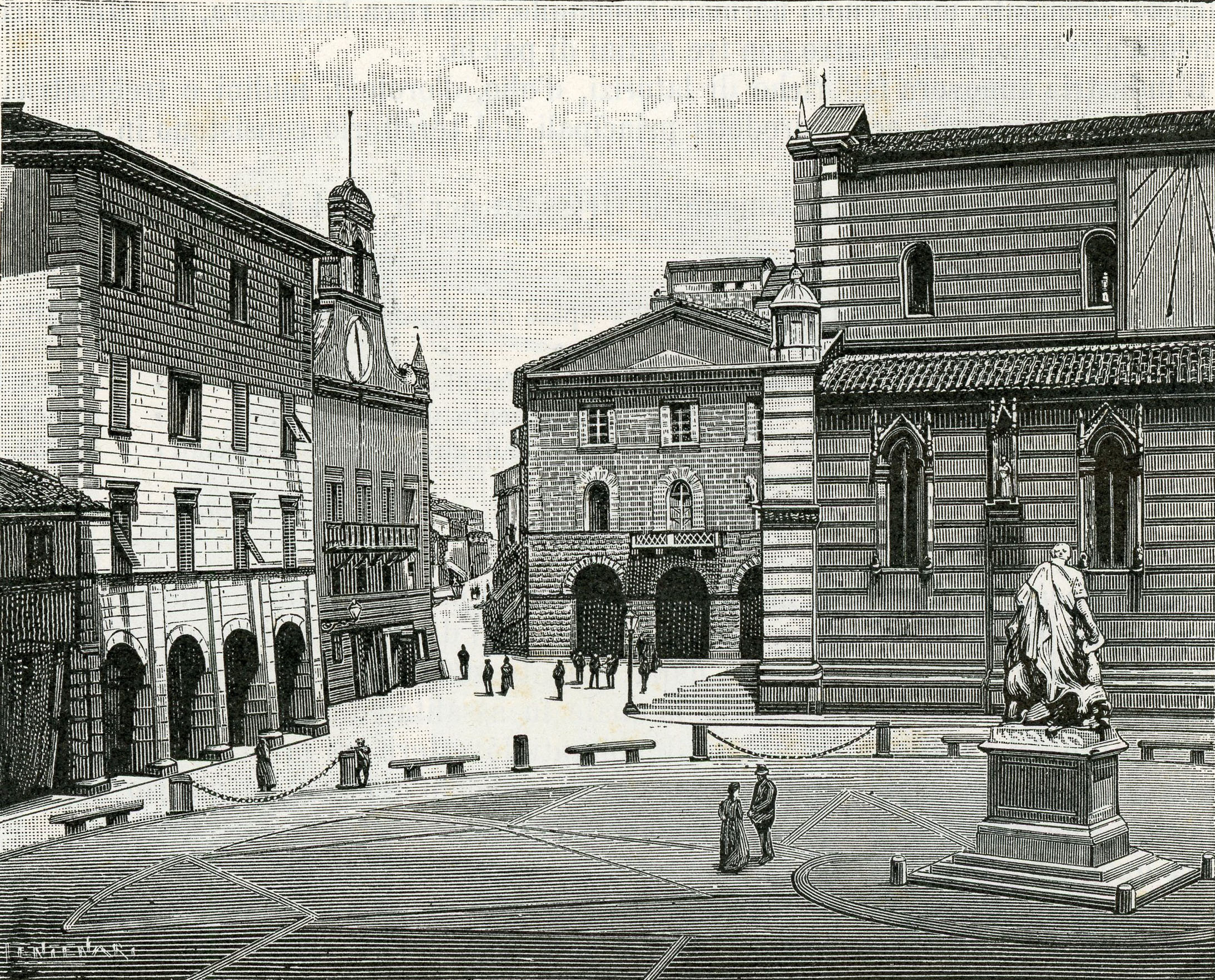
La piazza principale in una xilograia del 1896

Le continue lotte con Siena e l'influenza di quella città condizionarono lo sviluppo urbano di Grosseto. Le mura che cingevano la città vennero demolite e ricostruite più volte, fino a che nel 1345 non venne terminato il Cassero Senese, che segnò la definitiva sottomissione della città alla Repubblica di Siena. Nel XIV secolo la pianta urbana era disposta su uno schema a croce e il perimetro era dotato di accessi disposti al termine degli assi: Porta Cittadina a sud, Porta di San Michele a ovest, Porta di San Pietro a nord e Porta di Santa Lucia a est.
Nel XVI secolo, in seguito alla conquista di Siena da parte della Firenze medicea, la città entrò a fare parte del Granducato di Toscana e le mura senesi vennero demolite per permettere la costruzione di una nuova cinta muraria. Le mura medicee, progettate dall'ingegnere e architetto Baldassarre Lanci, furono costruite tra il 1565 e il 1593 nella caratteristica forma esagonale con sei bastioni a punta di freccia; delle quattro porte, rimase solo l'accesso principale a sud, mantenuto nell'aspetto medievale, così come il cassero inglobato nella cittadella della fortezza. L'edificazione delle nuove possenti fortificazioni comportò anche un sostanziale riassetto dell'urbanistica del centro abitato: le strade e le piazze furono ripavimentate a mattoni disposti a spina di pesce, con il rialzo dei piani di calpestio medievale (fino a due metri) per portarne la quota a un livello perlopiù orizzontale, con un leggero pendio per il deflusso delle acque; si intervenne anche nell'escavazione di pozzi e cisterne, nella costruzione di nuovi edifici, come il convento delle Clarisse o le sedi di nuove magistrature cittadine, e nel restauro di altri, come il duomo o San Francesco.

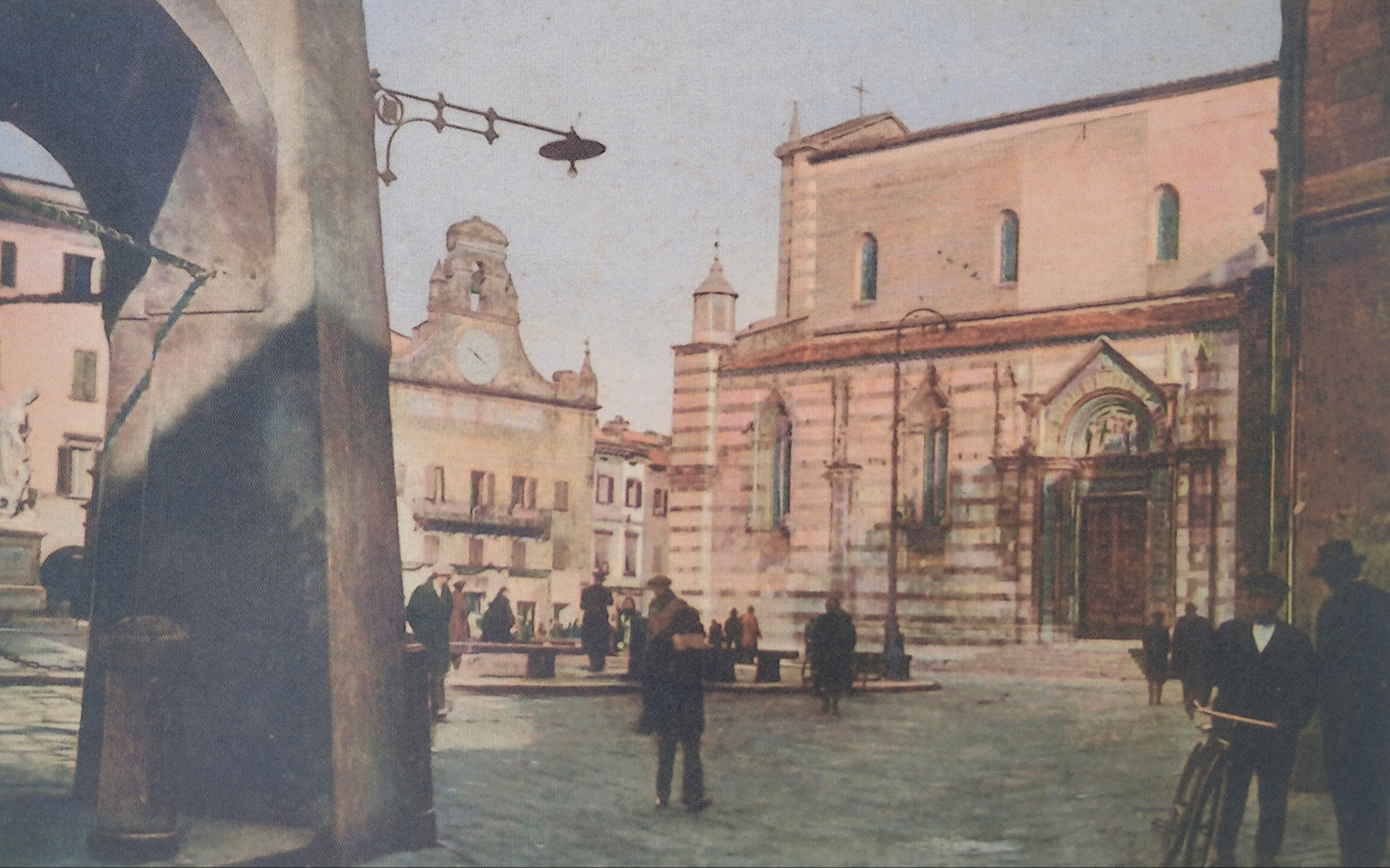
La piazza negli anni trenta del Novecento

Nel XVIII secolo, con l'ascesa al trono granducale degli Asburgo-Lorena, la città conobbe un nuovo sviluppo dopo un lungo periodo di immobilismo e impoverimento. Contestualmente alle opere di bonifica della piana, che ridisegnarono la geografia del territorio circostante, i granduchi lorenesi attuarono politiche di rinnovamento del centro urbano di Grosseto: furono ripavimentate piazze e strade, aperta la Porta Nuova (1755) e migliorate le condizioni igienico-sanitarie con l'estromissione delle sepolture intra moenia. L'incremento dei flussi migratori dovuto ai cantieri di bonifica (soprattutto dopo il 1828) e all'istituzione di uffici governativi portarono alla completa edificazione delle aree ancora libere, con la costruzione di palazzi di rappresentanza o di residenze gentilizie del ceto borghese di recente formazione. Alla prima metà del XIX secolo risalgono la trasformazione delle mura in giardini pubblici, la fondazione del teatro degli Industri (1813), i radicali restauri del duomo (1816-1845) e la sistemazione della piazza principale con al centro il monumento al granduca Leopoldo II (1846).
Gli ultimi interventi urbanistici nel centro storico si ebbero negli anni trenta del XX secolo, quando l'amministrazione fascista effettuò opere di "sventramento" nelle aree attigue alla piazza centrale: l'apertura della porta occidentale delle mura (porta Corsica), la distruzione del "quartiere dei preti" di fianco alla cattedrale, l'ampliamento dell'imboccatura del corso e la demolizione del medievale Palazzo dei Priori.

## Monumenti e luoghi d'interesse

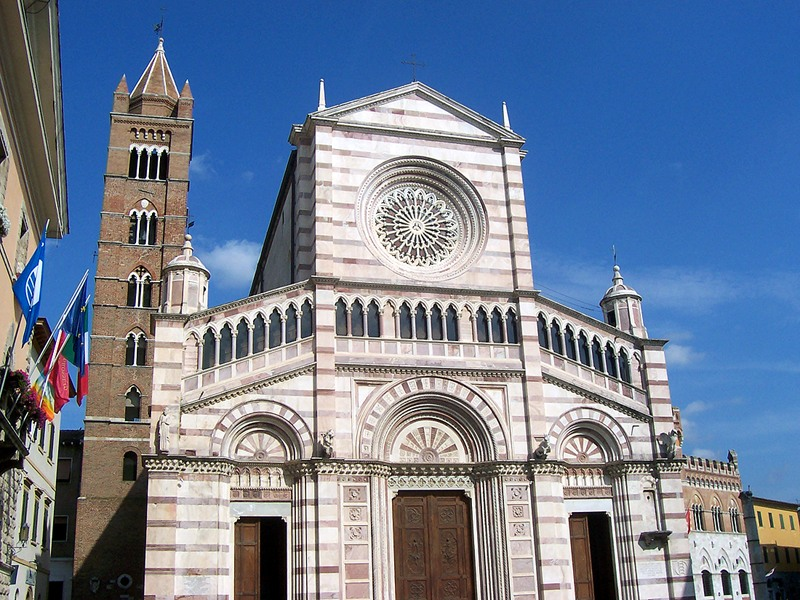
Il duomo di San Lorenzo

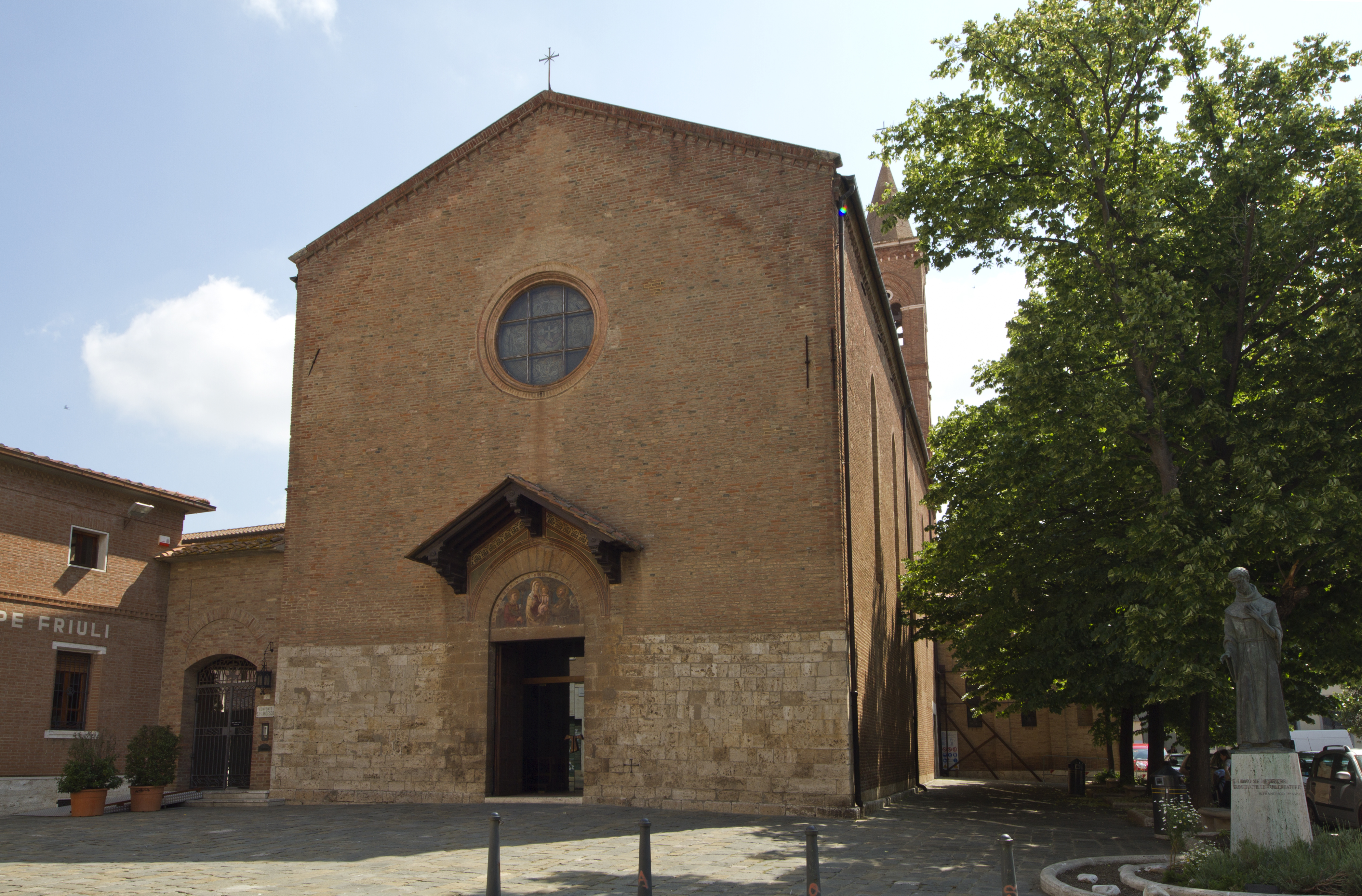
La chiesa di San Francesco

### Architetture religiose
- Cattedrale di San Lorenzo
- Chiesa di San Francesco
- Chiesa di San Pietro
- Chiesa della Misericordia
- Chiesa dei Bigi
- Convento delle Clarisse
- Cappella di Santa Barbara

### Architetture militari

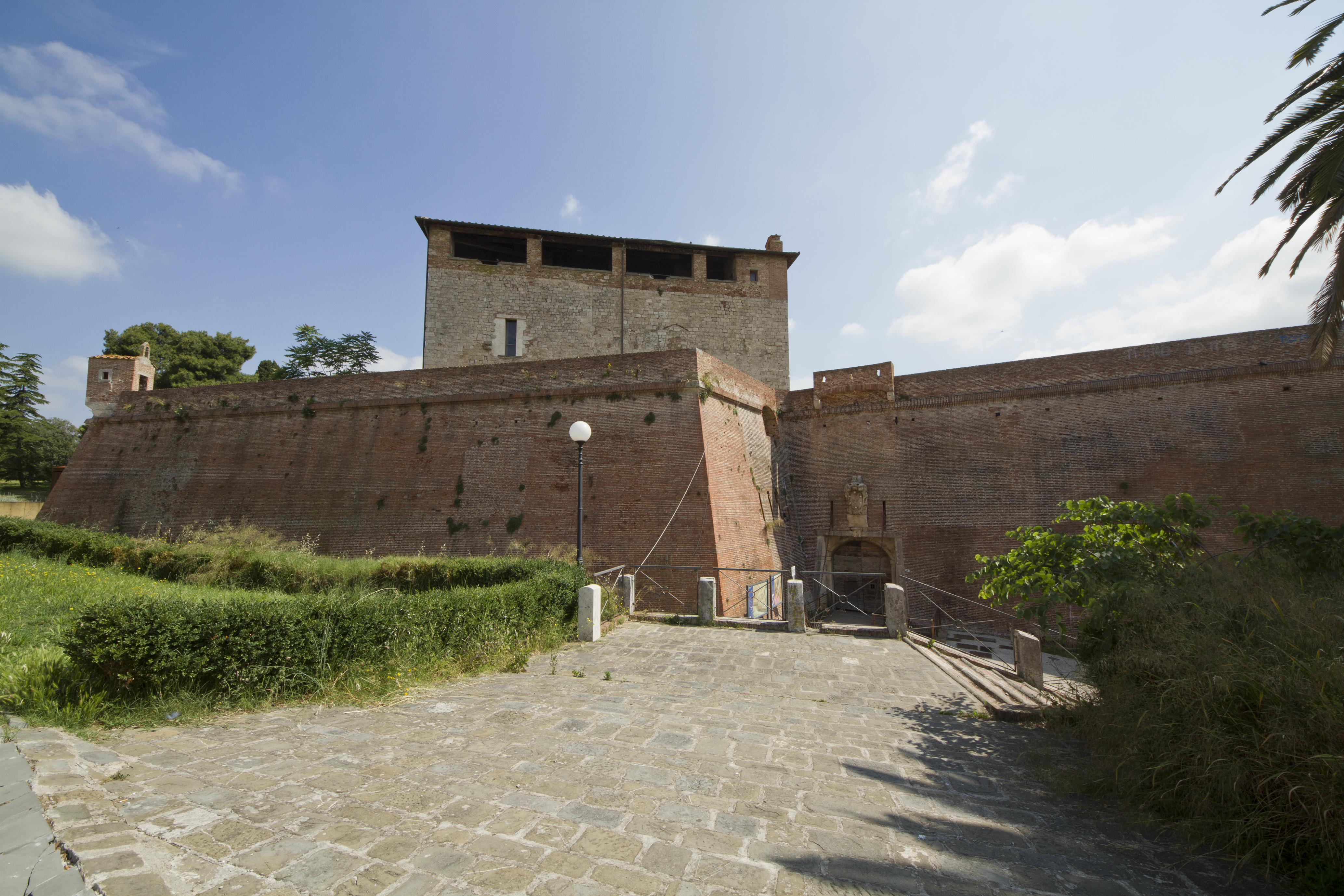
La fortezza delle mura

- Cassero Senese
- Mura di Grosseto
  - Bastione Rimembranza
  - Bastione Fortezza
  - Bastione Maiano
  - Bastione Cavallerizza
  - Bastione Molino a Vento
  - Bastione Garibaldi
  - Porta Vecchia
  - Porta Nuova
  - Porta Corsica

### Architetture civili
- Carcere di Grosseto
- Casa del Fascio
- Cassero del Sale
- Cinema Marraccini

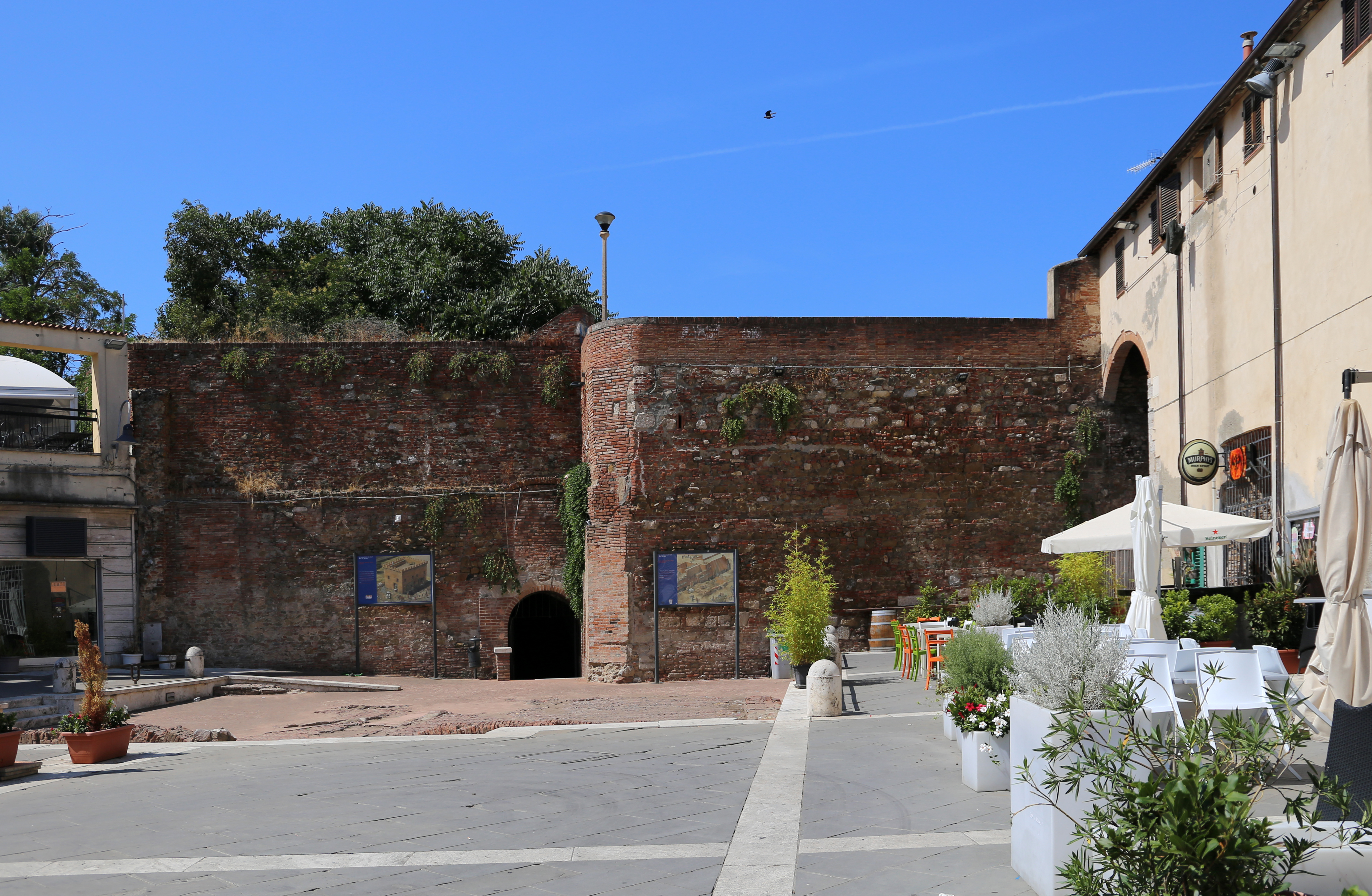
Mura e cassero del sale

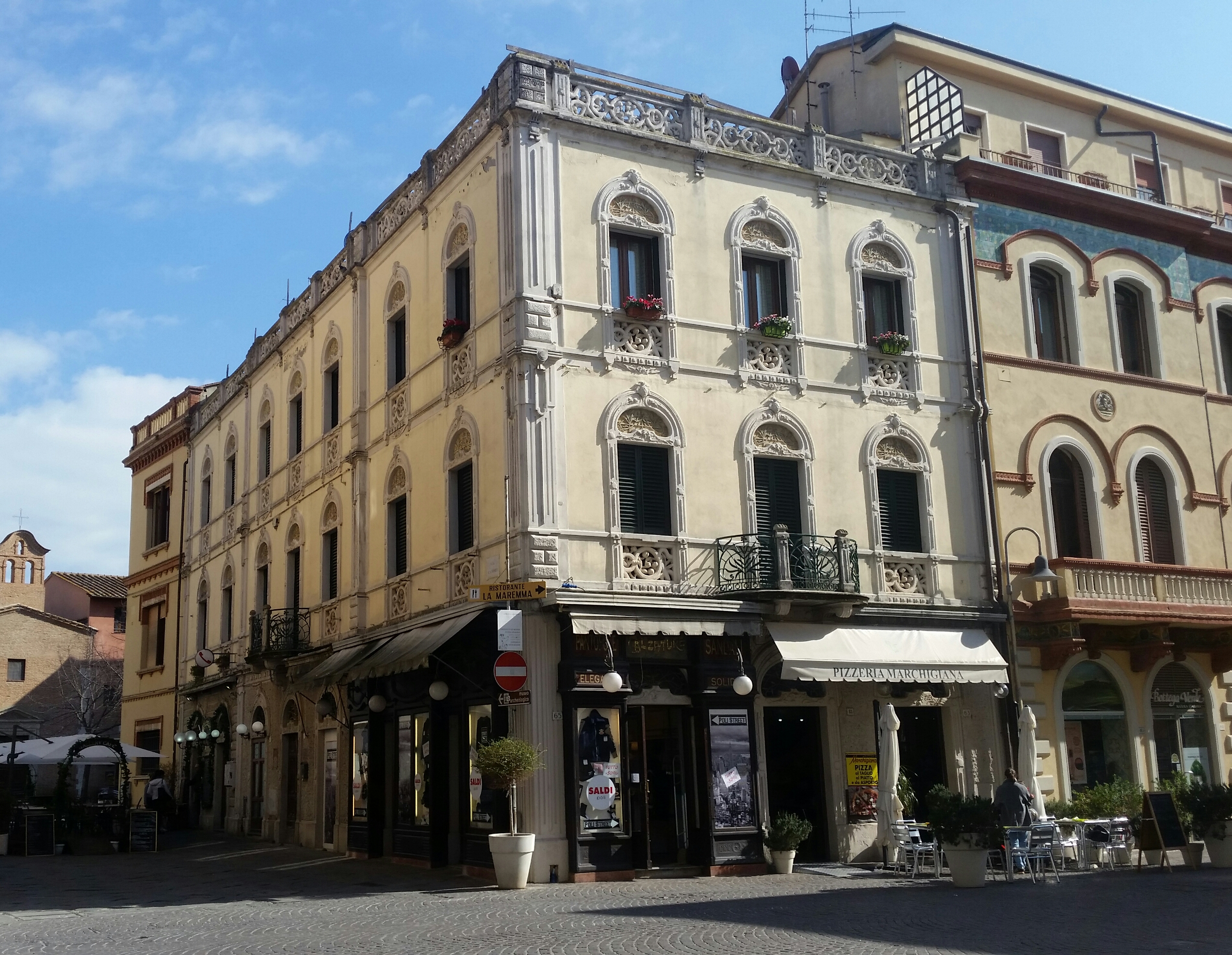
Palazzo Tognetti

- Ex asilo infantile Vittorio Emanuele
- Ex ospedale della Misericordia
- Ex palazzo della Banca d'Italia
- Ex palazzo del Tribunale
- Grand Hotel Bastiani
- Palazzetto Gigli
- Palazzo Aldobrandeschi
- Palazzo Berti
- Palazzo Cappelli
- Palazzo Carmignani
- Palazzo Chiarini
- Palazzo Comunale
- Palazzo del Genio Civile
- Palazzo dell'ex convento
- Palazzo del Monte dei Paschi di Siena
- Palazzo Mensini
- Palazzo Moschini
- Palazzo Pallini
- Palazzo Stefanopoli-Porciatti
- Palazzo Stella d'Italia
- Palazzo Tognetti
- Palazzo Vescovile
- Teatro degli Industri
- Villino Magrassi
- Villino Mazzoncini

### Monumenti
- Colonna dei bandi
- Monumento a Canapone
- Monumento ad Andrea da Grosseto
- Monumento a Ettore Socci
- Monumento ai caduti
- Pozzo della Bufala
- Pozzo della Fortezza
- Pozzo dello Spedale

### Piazze

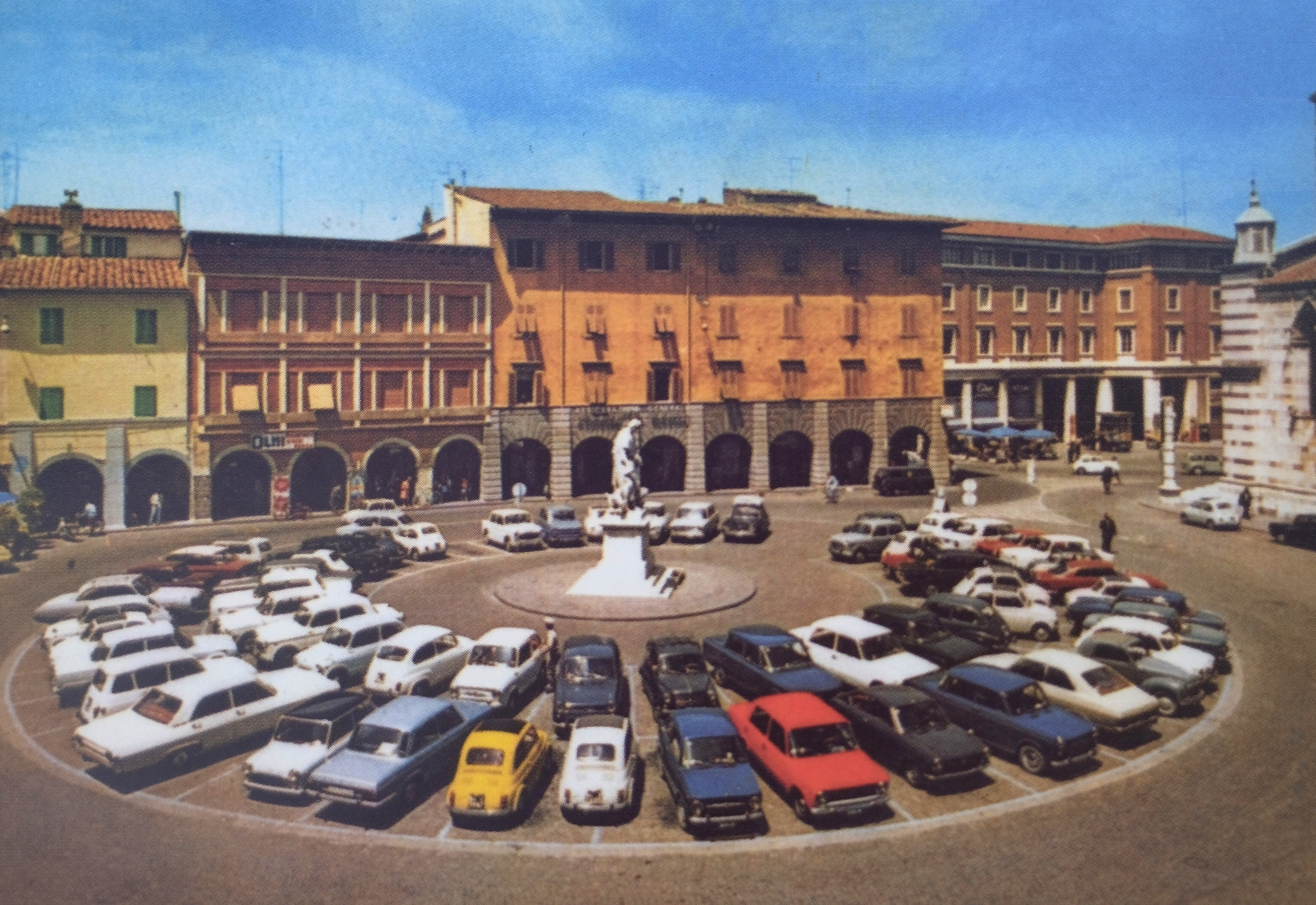
Anni 1950

- Piazza Dante
- Piazza del Duomo
- Piazza del Sale
- Piazza Baccarini
- Piazza dei Martiri d'Istia
- Piazza della Palma
- Piazza San Francesco
- Piazza Socci

### Architetture scomparse
- Chiesa di San Giorgio (citata nel 803, non localizzata)
- Pieve di Santa Maria (citata nel 1015, non localizzata)
- Rocca aldobrandesca (non localizzata)
- Chiesa di San Benedetto (citata nel 1199, demolita nel 1565)
- Porta di San Michele (demolita nel 1565)
- Chiesa di Santa Lucia (citata nel 1076, demolita nel 1572)
- Monastero della Santissima Annunziata (demolito nel 1577)
- Cappella di Santa Barbara a Porta Vecchia (costruita nel 1605, smantellata alla fine del XVIII secolo)
- Chiesa di San Leonardo (citata nel 1152, demolita nel 1844)
- Chiesa di San Giovanni Decollato (citata nel 1563, demolita nel 1870)
- Palazzo dei Priori (citato nel 1334, demolito nel 1939)
- Chiesa di San Michele (citata nel 1148, demolita alla metà del XX secolo)

## Geografia antropica

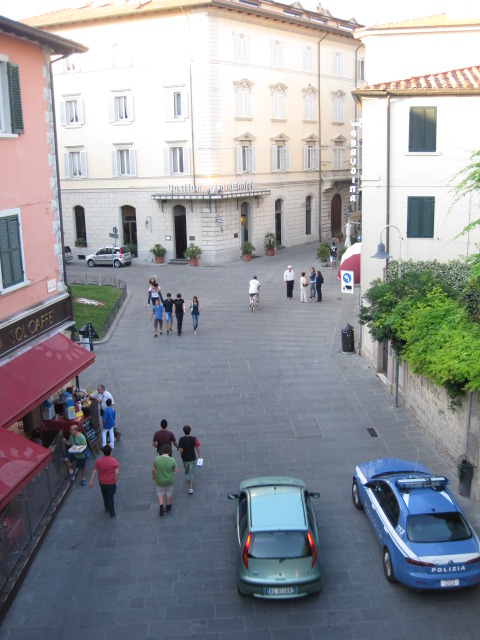
Piazza Gioberti

Il centro storico di Grosseto si estende su una superficie di 149 955 m² ed è completamente racchiuso entro una cinta muraria fortificata che lo isola quasi completamente rispetto al resto della città; fa eccezione un breve tratto nell'area di Porta Nuova, dove nel corso dei secoli fu demolita la porta cittadina, riempito il terrapieno del fossato e abbattuta una piccola porzione di cortina muraria. Il centro storico a livello urbanistico è il risultato della ricostruzione cinquecentesca delle mura, durante la quale assunsero un perimetro maggiore che allargò la superficie del centro cittadino rispetto al tessuto urbano medievale. Tuttavia, la realizzazione delle mura medicee comportò l'abbattimento di molti edifici di epoca medievale, tra cui anche alcuni complessi religiosi. Nonostante l'ampliamento di epoca rinascimentale, l'impianto architettonico del centro storico è principalmente frutto dell'epoca lorenese, mantenendo dimensioni piuttosto raccolte e contenute rispetto all'espansione dell'area urbana esterna, che è iniziata nella seconda metà del XIX secolo.
In epoca medievale il centro storico di Grosseto era suddiviso in tre terzieri. Tali suddivisioni sono andate via via scomparendo nel corso del tempo.
- Terzo di Città, la parte centrale, intorno alla piazza del duomo.
- Terzo di San Giorgio, la parte meridionale, la zona di Porta Vecchia e piazza del Sale.
- Terzo di San Pietro, la parte settentrionale, dove si trovano la chiesa di San Pietro (da qui il nome), piazza San Francesco e l'area di Porta Nuova.

L'area delimitata dalle mura è interamente pedonalizzata, con possibilità di accesso in determinate fasce orarie per il carico e scarico e per i residenti con apposito permesso.